# Hrabia Monte Christo (film animowany)
Hrabia Monte Christo – film animowany produkcji australijskiej z 1993 r. powstały na podstawie powieści "Hrabia Monte Christo" autorstwa Aleksandra Dumasa. Film doczekał się dwóch wersji polskiego dubbingu: jednej dla DVD, drugiej dla telewizji.

## Bohaterowie
Edmund Dantes – znany też jako hrabia Monte Christo i ksiądz Busoni. Młody marynarz skazany na dożywocie na podstawie fałszywego oskarżenia o zdradę, jaką złożyli na niego Albert Danglars i Fernand Mondego. Po czternastu latach ucieka z więzienia i jako bogaty hrabia Monte Christo chce wyrównać rachunki ze swymi wrogami, w czym pomaga mu moc tajemniczego szmaragdu.
Albert Danglars – baron i bukmacher, człowiek interesu, jeden z dwóch wrogów Dantesa. Walnie przyczynił się do zniszczenia Edmunda, by zagarnąć jego statek. Człowiek podły i zakłamany, kochający jedynie pieniądze. Podoba mu się Walentyna Mondego i chce się z nią ożenić korzystając z faktu, że jej ojciec jest u niego zasłużony.
Fernand Mondego – hrabia, drugi wróg Dantesa, którego zniszczył z pomocą Danglarsa, by móc ożenić się z jego narzeczoną, Mercedes. Jest dobrym mężem i ojcem, gryzą go jednak wyrzuty sumienia z powodu tego, co zrobił przed laty. Poważnie zadłużony u Danglarsa.
Gaspard Caderousse – człowiek sprzedajny i podły, właściciel oberży w Marsylii. Był świadkiem spisku, jaki zawarli przeciwko Dantesowi Danglars i Mondego, jednak nie zrobił nic, by mu zapobiec. Po latach sprzedaje informacje o tych jegomościach tajemniczemu księdzu Busoni, jednak z powodu pięknego szmaragdu, który on posiada, zaczyna go śledzić.
Mercedes Mondego – żona Fernanda i matka Walentyny, dawniej ukochana Edmunda Dantesa, po którego zaginięciu wyszła za mąż za jego największego rywala. Jest dobrą żoną i matką, bardzo kocha swą córkę. Jako jedyna rozpoznaje w tajemniczym hrabim Monte Christo swą młodzieńczą miłość. 
Walentyna Mondego – córka Fernanda i Mercedes, osiemnastoletnia panna z dobrego domu. Jest nieco rozpieszczona, ale ma dobre serce. Hrabia Monte Christo fascynuje ją swoim bogactwem i tajemniczością. Zaleca się do niej Danglars. 
Ksiądz Faria – mnich, uważany za szalonego więzień zamku If, do którego trafia Dantes zaraz po aresztowaniu. Poprzedni właściciel szmaragdu Monte Christo, dzięki któremu zdobył sławę i bogactwo. Ponieważ jednak uczyniło go ono złym człowiekiem, załamany swymi uczynkami został mnichem. Wylądował w więzieniu za swe poglądy. Pomaga Dantesowi wytrwać w lochu i przetrwać ciężkie chwile, a umierając umożliwia Edmundowi ucieczkę.
Gubernator zamku If – człowiek okrutny i bezwzględny wobec więźniów. Dla niego nikt nie zostaje aresztowany przez pomyłkę. Skazuje Dantesa na pobyt w lochu swego więzienia i nawet nie chce go wysłuchać. 

## Fabuła
Rok 1815. Francją rządzi Ludwik XVIII, zaś obalony cesarz Napoleon Bonaparte jest uwięziony na Elbie, planuje jednak powrót do władzy. Oskarżony o sprzyjanie mu młody marynarz, Edmund Dantes, zostaje aresztowany i osadzony w zamku If. Okrutny gubernator tegoż więzienia, nie bez powodu okrytego złą sławą, oznajmia swemu nowemu „podopiecznemu”, że jest on oskarżony o spisek na rzecz uwolnienia Napoleona. Donos o takiej treści złożyli przeciwko Edmundowi jego przyjaciele: Albert Danglars i Fernand Mondego. Dantes zostaje wrzucony do lochu, a tymczasem dwaj intryganci świętują swój sukces. Ponieważ stojącego im na drodze człowieka już nie ma, to wszystko, co on ma, należy teraz do nich. Danglars bierze statek Dantesa, a Mondego żeni się z jego piękną narzeczoną, Mercedes.
Tymczasem Edmund spędza w zamku If czternaście lat pomału popadając w szaleństwo. Od tego stanu ratuje go jednak ksiądz Faria, współwięzień, który zdołał wykopać tunel do celi Dantesa. Ksiądz pociesza swego nowego przyjaciela i daje mu nadzieję na ucieczkę. Jeszcze tego samego dnia mnich dostaje zawał serca, po czym umiera. Przed śmiercią wyznaje Edmundowi, że w młodości był wielkim i sławnym człowiekiem, w czym dopomógł mu szmaragd Monte Christo obdarzony mocą dawania bogactwa właścicielowi oraz niszczenia jego wrogów. Jednak bogactwo uczyniło z Farii złego człowieka, dlatego też na jakiś czas przed swym uwięzieniem w ramach pokuty został mnichem. Teraz umierając Faria ofiarowuje szmaragd Edmundowi prosząc, by mądrze go wykorzystał. Ciało księdza strażnicy zawijają w całun pogrzebowy i wrzucają do morza (więzienie bowiem znajduje się na wyspie). Nie wiedzą jednak, że zamiast niego wyrzucili Dantesa, który udając zmarłego Farię odzyskał w ten sposób wolność. 
Jakiś czas później w Marsylii zjawia się tajemniczy mnich, ksiądz Busoni. Odwiedza on oberżę Gasparda Caderousse'a, człowieka niezwykle podejrzanego i podstępnego. Wyznaje mu on, że wypełnia on ostatnią wolę zmarłego Edmunda Dantesa i na jego polecenie chce przekazać pewien pierścień z niezwykle pięknym szmaragdem Danglarsowi i Mondego, którzy byli ponoć jedynymi przyjaciółmi nieżyjącego marynarza. Caderousse z kpiną oświadcza jednak Busoniemu, że to właśnie ci dwaj panowie swoim fałszywym donosem doprowadzili do uwięzienia i śmierci Dantesa, a wszystko to zrobili w celu przejęcia jego statku oraz narzeczonej. Busoni mimo wszystko pyta o miejsce pobytu tych ludzi, a kiedy się dowiaduje, że tym miejscem jest Paryż, udaje się tam. Nie wie jednak, że Caderousse skuszony widokiem pięknego szmaragdu udaje się tam także zamierzając skraść kamień.
Paryż, rok 1838. Do biura maklerskiego barona Danglarsa przybywa tajemniczy hrabia Monte Christo. Chce on zainwestować za jego pośrednictwem w haitańskie obligacje. Ponieważ nie ma odpowiedniej sumy przy sobie żąda, by Danglars mu pożyczył pieniądze obiecując w zamian wielkie zyski oraz dając wskazówki, co robić, kiedy już te zyski się pojawią. Danglars jest zdumiony, gdyż nigdy nie słyszał o hrabim Monte Christo ani o obligacjach haitańskich, jednak widok pierścienia ze szmaragdu, który arystokrata oferuje jako zastaw, zgadza się na warunki swego gościa. Zgodnie z przewidywaniami Monte Christa akcje przynoszą wielkie zyski jemu oraz Danglarsowi. Baron jest zafascynowany hrabią i idąc za jego radą inwestuje wszystkie swoje oszczędności w budowę kolei żelaznej w Luizjanie. Potrzebuje on na to jednak więcej pieniędzy niż posiada, dlatego odwiedza Fernanda Mondego, który obecnie jest u niego poważnie zasłużony. Fernand nie ma jednak jak spłacić Danglarsa, więc boi się, że ten każe go uwięzić. Jednak baron oświadcza, iż zamiast sumy dłużnik może mu oddać za żonę swą córkę, Walentynę. Mondego początkowo odmawia, ale wie, iż jest w sytuacji bez wyjścia.
Nieco później Danglars i Monte Christo rozmawiają o dalszych interesach. Baron chce kupić od hrabiego jego piękny pierścień ze szmaragdem. Monte Christo odmawia, ale oświadcza, iż może ofiarować w prezencie baronowi sam kamień. Danglars wyraża na to zgodę. Tego samego wieczoru odbywa się przyjęcie z okazji osiemnastych urodzin Walentyny Mondego. Dziewczyna bardzo chce poznać hrabiego Monte Christo, który budzi jej wielkie zainteresowanie. Ma taką możliwość podczas uroczystości, jednak nie rozmawia z nim długo, gdyż na salę balową wchodzi jej matka, Mercedes, która z miejsca rozpoznaje w tajemniczym gościu swego dawnego ukochanego. Widząc to hrabia na stronie wyjawia kobiecie, że się nie myli w swych podejrzeniach. Chwilę później Danglars publicznie ogłasza wszystkim gościom swe zaręczyny z Walentyną, po czym ofiarowuje jej w prezencie szmaragd Monte Christo. Budzi to oburzenie rodziny Mondego oraz samego hrabiego. Walentyna płacze w ramionach matki, Fernand okazuje swój sprzeciw Danglarsowi, ten jednak ze śmiechem na ustach ogłasza, że zgodnie z prawem za długi hrabiego Mondego cała jego rodzina należy do niego. Hrabia Monte Christo obserwując to po cichu zapowiada, że jeszcze to się zmieni.
Następnego wieczoru Danglars oraz rodzina Mondego idą do opery. Zjawia się tam również Monte Christo oraz Gaspard Caderousse. Podczas przerwy w przedstawieniu hrabia wyjawia baronowi, że tego dnia sprzedał wszystkie swoje udziały w budowie kolei żelaznej w Luizjanie, gdyż dowiedział się o tym, iż nigdy taka kolej nie była tworzona, a co za tym idzie wszystkie jej akcje były nic nie warte. Danglars jest przerażony, gdyż zainwestował wszystkie swe pieniądze w rzekomą kolej, więc obecnie jest bankrutem. Zadowolony hrabia Monte Christo wraca do swej loży, skąd rzuca spojrzenia na Mercedes. Zazdrosny Fernand widząc to wyzywa go na pojedynek, który hrabia z radością przyjmuje. Nieco później do loży Monte Christa przychodzi Mercedes. Dawni narzeczeni rozmawiają o tym, co się działo przez ostatnie lata. Hrabia wyjawia ukochanej, że zamierza zniszczyć Danglarsa i Fernanda za to, co oni mu kiedyś zrobili. Mercedes błaga o litość dla swego męża, który był dla Walentyny dobrym ojcem. Edmund waha się, czy jej nie posłuchać. 
W tym samym czasie Caderousse zaczepia Danglarsa i wyjawia mu, iż rozpoznał w tajemniczym hrabi Monte Christo księdza Busoni, który swego czasu wypytywał go o barona oraz Fernanda Mondego. Z rozmowy z Gaspardem Danglars wyciąga wniosek, że hrabia jest w rzeczywistości Edmundem Dantesem, który powstał z grobu, aby się zemścić. Dalszy ciąg rozmowy schodzi na szmaragd Monte Christo. Baron przypomina sobie o nim i stwierdza, że kamień może go ocalić od bankructwa, dlatego też porywa Walentynę i z pomocą Caderousse’a ucieka do swego biura. W pościg ruszają Fernand Mondego, a potem także Edmund i Mercedes. Fernand pierwszy dopada Danglarsa i grożąc mu śmiercią żąda wydania córki. Baron jednak z kpiną w głosie wyjawia hrabiemu Mondego prawdziwą tożsamość pana Monte Christo, po czym ku przerażeniu Walentyny zabija jej ojca strzałem z pistoletu. Chwilę później otrzymuje śmiertelny cios nożem w plecy od Caderousse’a, który zabiera mu szmaragd, lecz sam ginie pod kołami powozu Edmunda i Mercedes. Następnego dnia Dantes odwiedza hrabinę Mondego oraz jej córkę. Obiecuje się nimi opiekować oraz pomóc przetrwać ciężkie chwile, po czym wyrzuca szmaragd Monte Christo do Sekwany. Mówi też, że wszystkie cierpienia mogą minąć, należy tylko czekać i nie tracić nadziei.

## Polska wersja językowa
Wersja telewizyjna:
Opracowanie: Telewizja Polska Agencja Filmowa.
Reżyseria: Andrzej Bogusz.
Tłumaczenie i dialogi: Dorota Dziatkiewicz.
Montaż i dźwięk: Jakub Milencki.
Kierownictwo produkcji: Krystyna Dynarowska.
Edmund Dantes/hrabia Monte Christo/ksiądz Busoni – Marek Barbasiewicz
Mercedes Mondego – Elżbieta Kijowska
Fernand Mondego – Marek Frąckowiak
Albert Danglars – Jacek Czyż
Gaspard Caderousse – Włodzimierz Press
Walentyna Mondego – Małgorzata Boratyńska
Ksiądz Faria – Jacek Jarosz
Gubernator zamku If – Andrzej Gawroński
Strażnik z zamku If – Zbigniew Konopka
Giselle, dama z opery – Iwona Rulewicz